# ピアノと管楽のための五重奏曲 (モーツァルト)
ピアノと管楽のための五重奏曲 変ホ長調 K.452は、ヴォルフガング・アマデウス・モーツァルトが作曲したピアノと管楽のための室内楽曲である。また同じ編成の断片のみの作品も存在する（後述）。

## 概要
1784年にウィーンのブルク劇場で自作の作品をコンサートで演奏するために、3月31日（21日、30日などの諸説がある）にウィーンで作曲、完成された五重奏曲である。初演は同年の4月1日に、モーツァルトのピアノ、ロイトゲープやシュタードラーなどの親しい友人らによって行われている。
モーツァルトは当作品を非常に気に入っており、初演後の4月10日に父レオポルトに宛てた手紙の中で、「私は2曲の大協奏曲（K.450とK.451）と五重奏曲を作曲しましたが、五重奏曲は拍手大喝采でした。私自身これまでの作品の中で、この曲を最高のものだと思います」と書いており、実際に作品の作曲にかなりのエネルギーを投入しており、現存する約7ページに及ぶスケッチから各楽器のバランスや配分などに関係するモーツァルトの配慮が窺える。
当時としては珍しい楽器編成であるが、モーツァルト独自の魅力をもっている。その魅力は後にベートーヴェンが同編成による作品を生み出す結果をもたらした。また管楽器奏者4人をオーケストラと見立て、ピアノをソロに見立てることも可能である。

## 楽器編成
- ピアノ、クラリネット、オーボエ、ファゴット、ホルン

## 構成
全3楽章で構成され、演奏時間は約23分。
第1楽章 ラルゴ - アレグロ・モデラート
　長大なラルゴの序奏と展開部の短いソナタ形式によるアレグロ・モデラートの主部から構成された楽章。
第2楽章 ラルゲット
　ソナタ形式による緩徐楽章。
第3楽章 アレグレット
　ロンド形式によるフィナーレ楽章。

## 五重奏曲断章 変ロ長調 K.Anh.54(452a)
この作品は1783年頃にウィーンで作曲された断片のみの作品で、かつてはその存在だけが知られて楽譜自体は行方不明だった作品である。上記の五重奏曲（K.452）と関連するものとして、「K.452a」のケッヘル番号が与えられた。(現在は否定されて「K.Anh.54」の番号としている)
後にこの五重奏曲断章の自筆譜がロンドンで発見され、その自筆譜は1990年にオークションでかけられた。また上記の五重奏曲の導入部として作曲されたことが判明している。ピアノのパートの最後の数小節が欠けている。
ピアニストの内田光子が補完し、フィリップス（現在はデッカ）に録音を行っている。

### 構成
全体は35小節の断片で、ラルゲットで構成されている。変ロ長調、8分の6拍子。演奏時間は約2分。

### 楽器編成
編成は上記と若干異なる。ピアノ、オーボエ、クラリネット、ファゴットという4つの楽器は両曲に共通するものの、5番目の楽器はK.452では金管楽器のホルン（フレンチホルン）であったのに対し、K.Anh.54では木管楽器のバセットホルンとなっている。
- ピアノ、オーボエ、クラリネット、バセットホルン、ファゴット

## 関連作品
ベートーヴェン：ピアノと管楽のための五重奏曲 変ホ長調